# Oymapınar (Manavgat)
Oymapınar ist ein Ortsteil (Mahalle) der Gemeinde (Belediye) Manavgat, die ihrerseits zu der türkischen Großstadtgemeinde (Büyükşehir Belediyesi) Antalya gehört. Oymapınar liegt im Norden des Ortskerns von Manavgat.

## Geschichte

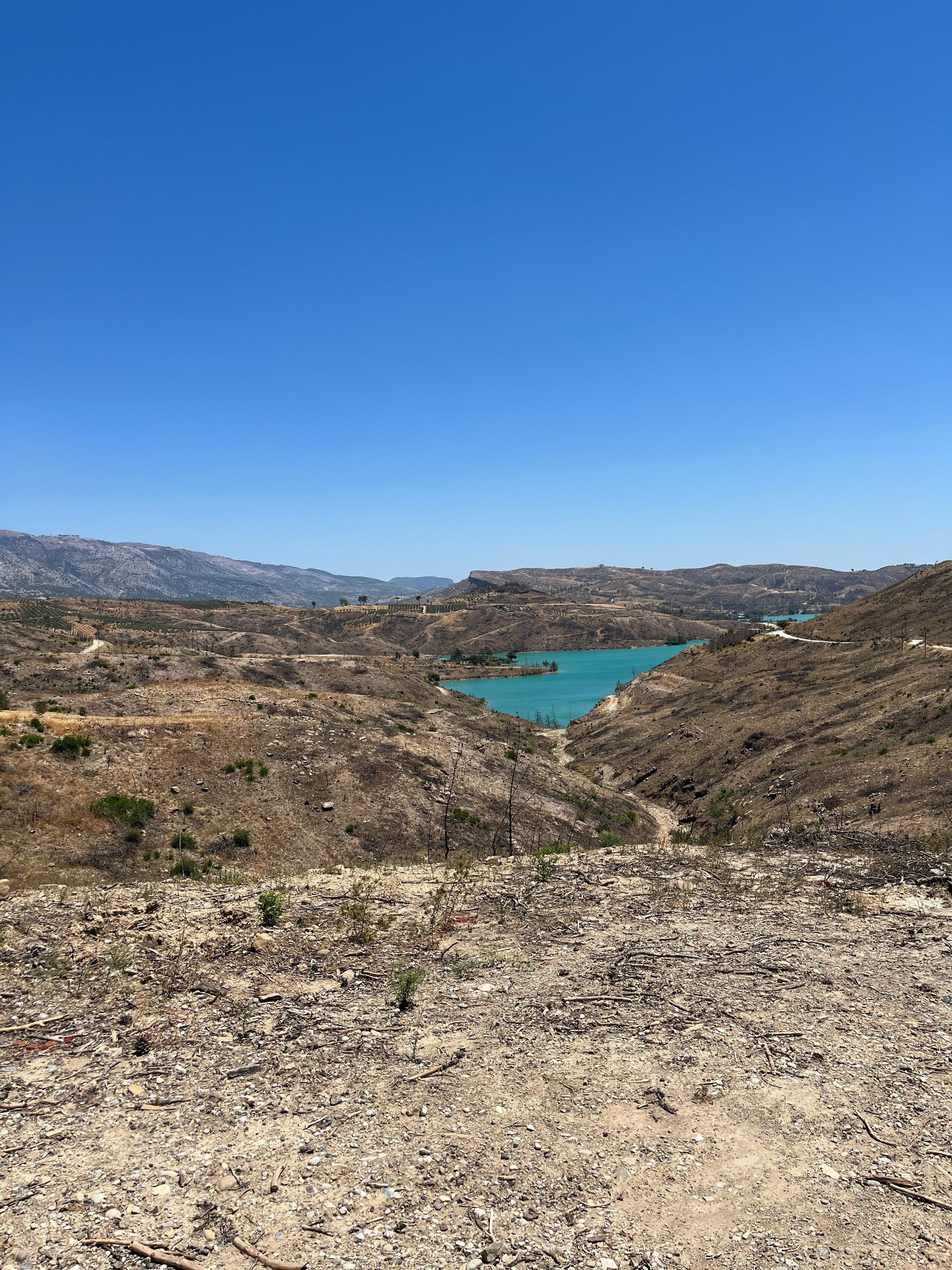
Ein Bild von Oymapınar nach dem großen Waldbrand in Manavgat 2021

Das alte Dorf (Köy) Oymapınar wurde am 8. Dezember 1998 zu einer Belediye und 2012 zu einem Mahalle der Stadt Manavgat.
| Einwohner | Einwohner |
| --------- | --------- |
| 2022      | 1492      |
| 2021      | 1501      |
| 2020      | 1564      |
| 2019      | 1544      |
| 2018      | 1563      |
| 2017      | 1602      |
| 2016      | 1651      |
| 2015      | 1678      |
| 2014      | 1683      |
| 2013      | 1.716     |

Insgesamt beträgt die Bevölkerung 1492, davon sind 766 männlich und 726 weiblich.